# Casino Español de México
El Casino Español de México es un casino español y centro social histórico ubicado en el Centro Histórico de la Ciudad de México, México. El centro fue fundado en 1863 por la comunidad española radicada en la ciudad y es el casino español más antiguo de México. El interior del edificio es famoso por sus obras de arte, elegancia y diseño palaciego.
Dentro del Casino Español se encuentra la Biblioteca Hispano Mexicana Carlos Prieto, un restaurante de lujo de gastronomía española, oficinas, salones de gala, y una gran variedad de espacios donde se organizan eventos como cursos educativos, eventos musicales y de baile, galas, bodas, charlas académicas y  reuniones empresariales.
El Casino Español está abierto al público para visitar de manera gratuita de lunes a domingo de 8:00 a 18:00. No obstante, la toma de fotografías del interior está estrictamente prohibida.

## Arquitectura
El edificio fue inaugurado en 1905 y fue diseñado por el arquitecto español Emilio González del Campo. El inmueble tiene un diseño que incorpora una variedad de estilos arquitectónicos como el neoárabe, neorrenacentista, plateresco y barroco.
El edificio alberga una gran cantidad de obras de arte, pinturas, esculturas, muebles históricos, tapices y grandes vidrieras. La vidriera más famosa del inmueble es la que se encuentra sobre el techo del espacio central donde se observa el escudo de España rodeado de escudos más pequeños de las distintas provincias de España. La planta debajo de la vidriera está decorada con cuadros paisajísticos con escenas de distintos lugares icónicos de España.

## Sedes
El Casino Español ha tenido varias sedes durante su historia.
- 1863-1869: Palacio de los Condes de Santiago de Calimaya, actual Museo de la Ciudad de México
- 1869-1883: Palacio de los Condes de San Mateo de Valparaiso, actual sede del Banco Nacional de México
- 1883-1885: Calle San Juan Letrán, 13
- 1885-1893: Casa Borda
- 1893-1905: Planta alta del antiguo Café Inglés en la esquina de la calle Bolívar con la calle 16 de septiembre
- 1905-actualidad: Casino Español de México en la calle Isabel la Católica, 29

La actual sede en la calle Isabel la Católica, 29 se construyó entre 1903 y 1905 y fue diseñada por el arquitecto Emilio González del Campo. La nueva sede fue inaugurada en un evento de la Asamblea General Constitutiva del club en el salón principal (Salón de los Reyes) en diciembre de 1905 durante la presidencia de José María Bermejillo e Ibarra.

## Galería

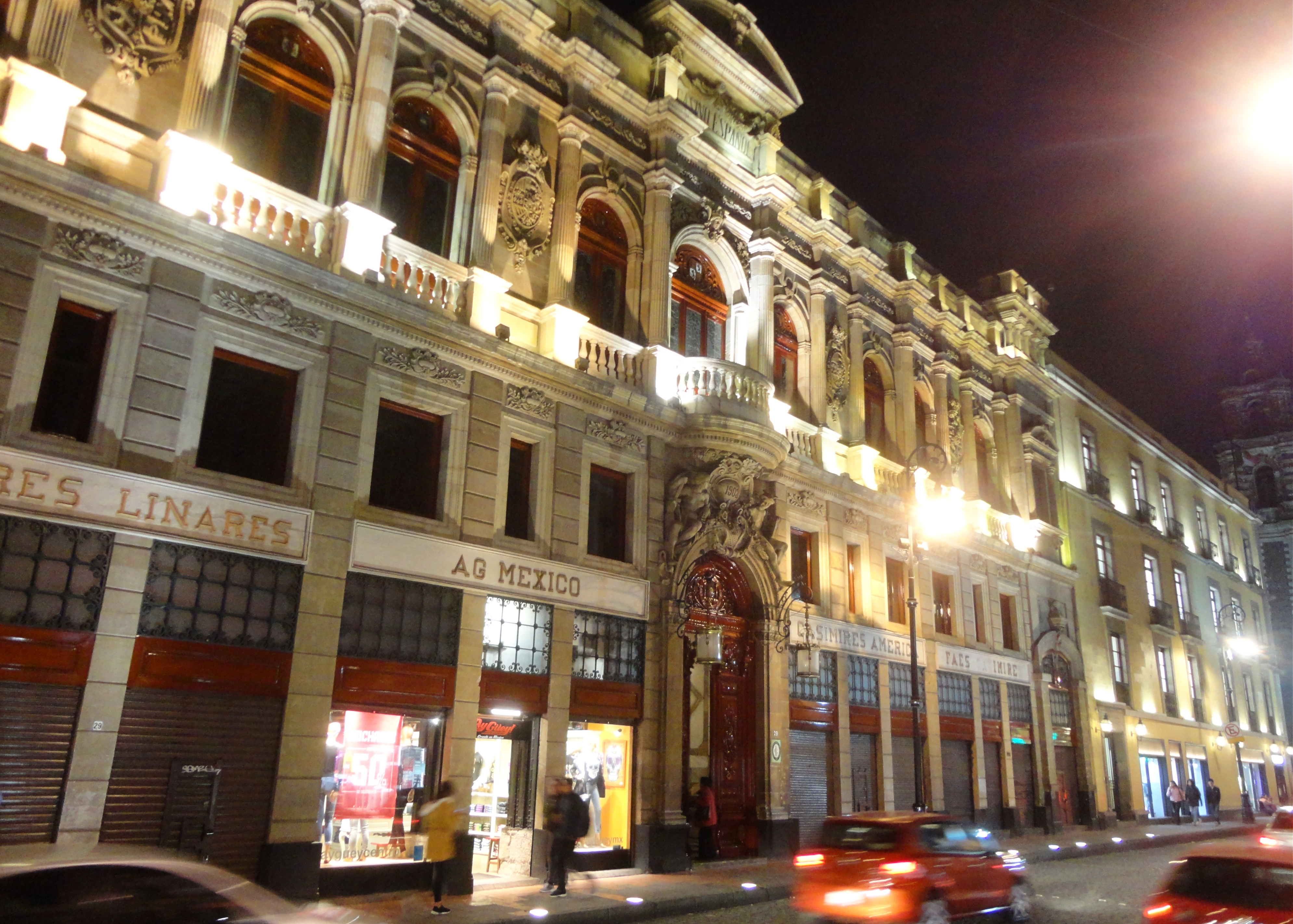
El Casino Español de México, visto de noche.
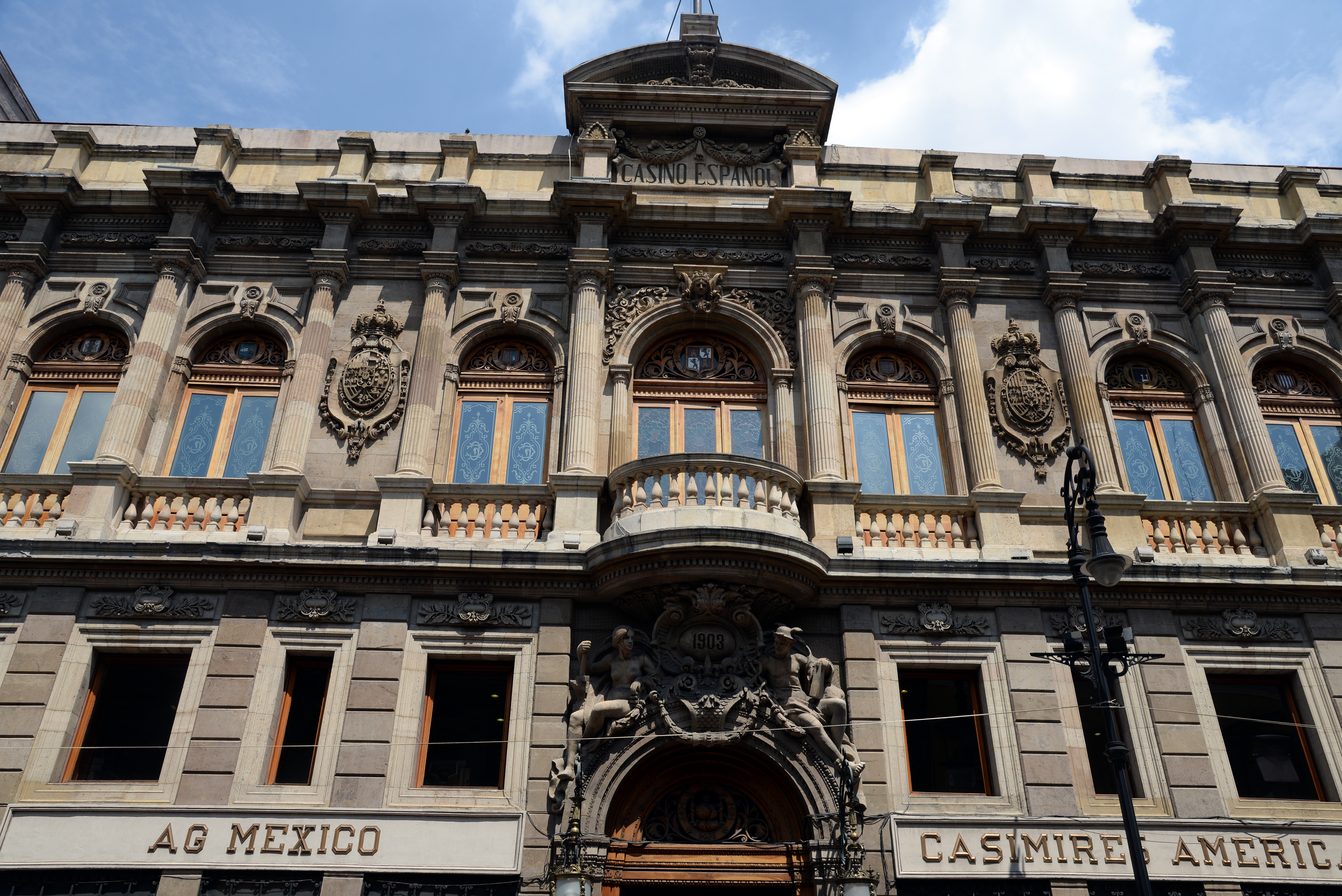
Detalles de la fachada del Casino Español.
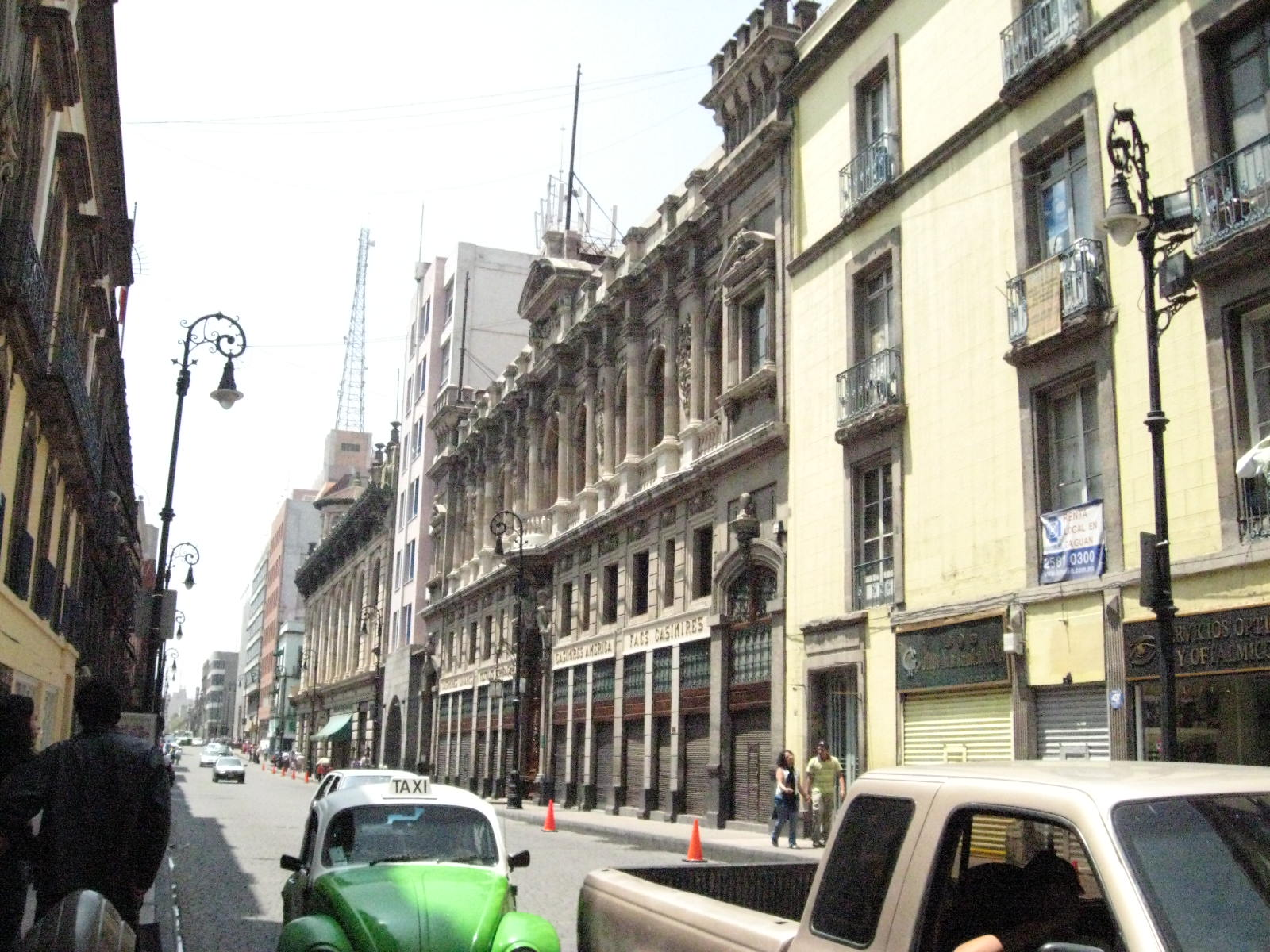
Vista del Casino Español desde la calle Isabel la Católica en el 2008.